# Hans-Rainer Sandvoß
Hans-Rainer Sandvoß (* 27. Juli 1949 in Berlin-Wedding) ist ein deutscher Politikwissenschaftler und Historiker. Er war stellvertretender Leiter der Gedenkstätte Deutscher Widerstand.

## Leben
Sandvoß  legte 1969 sein Abitur am Berliner Ranke-Gymnasium ab und begann an der Freien Universität Berlin ein Studium der Politikwissenschaft, das er 1976 mit dem Diplom beendete. 1977 wurde Sandvoß Referent in der Gedenkstätte Deutscher Widerstand. Während der Arbeit in der Gedenkstätte beschäftigte sich Sandvoß mehr und mehr mit dem Berliner Arbeiterwiderstand in der Zeit von 1933 bis 1945. Er wurde Herausgeber der Schriftenreihe über den Widerstand in Berlin von 1933 bis 1945, die sich mit dem Widerstand in den einzelnen Bezirken der Stadt beschäftigt.
2006 wurde er aufgrund einer Studie unter dem Titel Die „andere“ Reichshauptstadt. Widerstand aus der Arbeiterbewegung in Berlin von 1933 bis 1945 promoviert (in Buchform 2007 erschienen). Die Arbeiten zu dem Projekt hatte er bereits in den 1980er Jahren begonnen.
Sandvoß ist Mitglied der SPD und war bis Anfang 2015 stellvertretender Vorsitzender der Historischen Kommission beim Berliner Landesvorstand der SPD.
Für seine langjährige Forschungsarbeit wurde Sandvoß im August 2022 das Bundesverdienstkreuz am Bande verliehen.

## Schriften
- Reihe Widerstand in Berlin 1933-1945, Gedenkstätte Deutscher Widerstand, Berlin 1983 ff., 14 Bände, ISSN 0175-3592
  - Band 1: Widerstand in einem Arbeiterbezirk (Wedding). 19831 und 19872 (Band 14 ist überarbeitete Version davon)
  - Band 2: Widerstand in Steglitz und Zehlendorf. 19861
  - Band 3: Widerstand in Spandau. 19881
  - Band 4: Widerstand in Neukölln. 19901
  - Band 6: Widerstand in Pankow und Reinickendorf. 19921, 19942 und 20093
  - Band 8: Widerstand in Mitte und Tiergarten. 19941 und 19992
  - Band 10: Widerstand in Kreuzberg. 19961 und 19972
  - Band 11: Widerstand in Friedrichshain und Lichtenberg. 19981
  - Band 12: Widerstand in Prenzlauer Berg und Weißensee. 20001 und 20152
  - Band 14: Widerstand in Wedding und Gesundbrunnen. 20031

[Die Bände 5 (Charlottenburg), 7 (Wilmersdorf), 9 (Köpenick und Treptow) und 13 (Schöneberg und Tempelhof) stammen nicht von Sandvoß.]
- Stätten des Widerstands in Berlin 1933 bis 1945. GDW, Berlin (West) 1986/Informationszentrum Berlin, Berlin (West) 1987.
- Die „andere“ Reichshauptstadt: Widerstand aus der Arbeiterbewegung in Berlin von 1933 bis 1945. Lukas-Verlag, Berlin 2007, ISBN 978-3-936872-94-1.
- Widerstand Berliner Sozialdemokraten zwischen 1939 und 1945. In: Hans Coppi, Stefan Heinz (Hrsg.): Der vergessene Widerstand der Arbeiter. Gewerkschafter, Kommunisten, Sozialdemokraten, Trotzkisten, Anarchisten und Zwangsarbeiter. Dietz, Berlin 2012, ISBN 978-3-320-02264-8, S. 158–170.
- „Es wird gebeten, die Gottesdienste zu überwachen …“. Religionsgemeinschaften in Berlin zwischen Anpassung, Selbstbehauptung und Widerstand von 1933 bis 1945. Lukas-Verlag, Berlin 2014, ISBN 978-3-86732-184-6.
- Berlin war nicht nur Zentrum des NS-Terrors, sondern auch des Widerstandes. In: Susanne Kähler, Wolfgang Krogel (Hrsg.): Der Bär von Berlin. Jahrbuch des Vereins für die Geschichte Berlins. 65. Jahrgang, Berlin 2016, S. 195–208.
- Mehr als eine Provinz! Widerstand aus der Arbeiterbewegung 1933 bis 1945 in der preußischen Provinz Brandenburg. Lukas-Verlag, Berlin 2019, ISBN 978-3-86732-328-4.